# Usnea perplexans
Usnea perplexans är en lavart som beskrevs av Stirt. Usnea perplexans ingår i släktet Usnea och familjen Parmeliaceae.   Inga underarter finns listade i Catalogue of Life.